# Кабірія
«Кабірія» (італ. Cabiria) — німий італійський художній фільм Джованні Пастроне 1914 року, прообраз жанру «пеплум».

## Сюжет
Дія картини починається в кінці III ст. до н. е. в Катанії (Сицилія), у маєтку римського патриція Батто. Виверження вулкана Етна перетворює місто на руїни. Патрицій вважає, що його єдина дочка Кабірія загинула. Однак дівчинку, врятовану її годувальницею Крессою, викрадають карфагенські пірати.
Триває Друга Пунічна війна. Ганнібал переходить Альпи. Римський патрицій Фульвій Аксілла шпигує в Карфагені разом зі своїм рабом, непереможним велетнем Мацистом. Головний жрець карфагенського храму Молоха — Картало — купує на невільничому ринку Кабірію, щоб принести її в жертву своєму богу. Однак годувальниця Кресса вмовляє Аксіллу врятувати дитину (дарує йому каблучку, раніше вкрадену нею в скарбниці Батто). Мациста, що викрав дівчинку з храму, переслідують карфагеняни, і він ховається в саду, де принцеса Софонісба погоджується сховати її від жерців. Завдяки чисельній перевазі переслідувачі перемагають Мациста і приковують його до млинового жорна, в той час як Аксілла відпливає в Рим.
Кілька років потому Кабірія, забувши про своє походження, стає під ім'ям Елісси служницею Софонісби. Вона бере участь у складній інтризі між Софонісбою і двома суперниками: Масиніссою й Сіфаксом. Батько Софонісби, Гасдрубал, віддає її заміж за Сіфакса, хоча вона вже заручена з Масиніссою.
Тим часом римський флот нападає на Сіракузи, союзника Карфагена. Архімед наводить запальні дзеркала на ворожі кораблі, і вони спалахують. Фульвія Аксіллу, який бере участь у цій битві, підбирають сицилійські рибалки. Вони впізнають каблучку, яку він отримав від годувальниці Кресси, і відводять бранця до Батто, який, звичайно, дуже радий тому, що його дочка можливо ще жива.
В Африці стикаються війська Сципіона (якому допомагає Масинісса) з одного боку і карфагеняни (яких підтримує армія Сіфакса) з іншого. Фульвій Аксілла знову вирушає шпигувати в Карфаген. Там він звільняє Мациста, але потім вони обидва потрапляють у полон до солдатів Сіфакса. Під час цих пригод вони знову звільняють Кабірію з храму Молоха, яку Софонісба таки здала жерцям. Фульвія і Мациста звільняє Масинісса, який очолив атаку римлян і полонення Сіфакса. Софонісба, зустрівшись з Масиніссою, просить його врятувати її і не дати римлянам перевести її разом з Сіфаксом до Рима. У Масинісси знову розпалюються почуття до прекрасної Софонісби і він негайно одружився з любою йому ще нареченою, вважаючи, що цим врятує її від римського полону. Коли Сципіон висловив йому з цього приводу своє несхвалення, Масинісса, не в змозі розлучитися з Софонісбою і не бажаючи її видати римлянам, підніс їй кубок з отрутою, який вона випиває. Перед смертю Софонісба зізнається, що Елісса — це Кабірія і дарує її Фульвію.

## Художні особливості
Характерна риса сценарію фільму — багатоплановість дії. Дія розгортається майже одночасно в Карфагені, Нумідії, Сицилії та Італії.
Основними технічними нововведеннями в «Кабірії» були декорації, освітлення і рух кіноапарата. Пастроне створив безліч архітектурних споруд, широко застосовував монументальну скульптуру і приділяв особливу увагу обробці підлоги в павільйонах.
Готуючись до фільмування, Джованні Пастроне 5 серпня 1912 року запатентував в Італії операторський візок («тревелінг», італ. carello). Одночасно із застосуванням візка Джованні Пастроне вперше ввів кілька технічних прийомів: прямолінійний або зигзагоподібний рух, переміщення паралельно декораціям, наближення і віддалення кінокамери.
Джованні Пастроне використовував 12 дугових рефлекторів по 100 ампер кожен, яскравість яких він посилював відбивними екранами, обклеєними листами олов'яної фольги.

Всі технічні нововведення «Кабірії» та інших італійських історичних фільмів можна звести до одного найважливішого художнього відкриття, а саме до створення в кінокадрі простору, глибинної перспективи, що дозволяє показувати дію в декількох планах.

Вплив «Кабірії» на Гріффіта абсолютно очевидний. Він явно позначається в постановці вавилонського епізоду «Нетерпимості», де також введено гігантських золотих слонів, що підтримують палац Масинісси в «Кабірії». Гриффіт запозичив головним чином форму оповіді, манеру безперервної зміни місць дії.

## В ролях
| Актор                    | Роль                             |
| ------------------------ | -------------------------------- |
| Лідія Кваранта           | Кабірія в юності                 |
| Італа Альміранте Мадзіні | принцеса Софонізба               |
| Умберто Моццато          | Фульвій Аксілла                  |
| Бартоломео Пагано        | Мацист                           |
| Тереза Маранґоні         | Кресса годувальниця              |
| Данте Теста              | жрець храму Молоха               |
| Рафаеле ді Наполі        | шинкар                           |
| Вітале Ді Стефано        | Сципіон Африканський / Масинісса |
| Александр Бернар         | Сіфакс                           |
| Луїджі Гелліні           | Сципіон Африканський             |
| Еміліо Варданнес         | Ганнібал                         |
| Едоардо Давеснес         | Гасдрубал                        |
| Енріко Джемеллі          | Архімед                          |

## Цікаві факти
Задум цього фільму дозрів у Пастроне на початку 1913 року. Спочатку він назвав свій майбутній фільм «Симфонія вогню».

- Льотчик Джованні Віднер чотири рази описав коло над Римом, засипаючи його листівками, що повідомляли про прем'єру фільму[9].
- Бартоломео Пагано був не професійним актором, а вантажником в генуезькому порту[9].
- Фільм, і особливо один з його персонажів, велетень Мачисте (у старій російській вимові Мацист) у виконанні Бартоломео Пагано, — був настільки популярний, що про це згадується в романі Ільфа і Петрова «Дванадцять стільців»: «Іполита Матвійовича за великий зріст, а особливо за вуса, прозвали в установі Мацистом, хоча у цього Мациста ніяких вусів не було».
- Пастроне накладав скло на розписну підлогу, імітуючи полірований мармур[9].
- Щоб Енріко Джемеллі не здався неприродним в накладній бороді, Пастроне наказав йому відпустити свою власну[9].
- На думку Єжи Тепліца, сценарій написав Джованні Пастроне, підписавшись псевдонімом П'єро Фоско. Габріеле д'Аннунціо ж лише поставив своє ім'я в титрах.